# Hadmar von Sonnberg
Hadmar (auch Hademar) von Sonnberg ist der Name mehrerer Familienmitglieder aus dem österreichischen Ministerialengeschlecht der Sonnberger.

## Historischer Hintergrund
In der Genealogie der Herren von Sonnberg finden sich mehrmals die Vornamen Liutwin und Hadmar. Dies dürfte auf das enge Verhältnis der Sonnberger zu den Kuenringern zurückzuführen sein. Beide Adelsfamilien hatten unter den Verwüstungen im Norden des Wein- und Waldviertels um 1176 während der kriegerischen Auseinandersetzungen zwischen Friedrich und Soběslav II. von Böhmen zu leiden und Liutwin von Sonnberg war mit Gisela von Kuenring, der Schwester von Hadmar II. von Kuenring verheiratet. So könnte es sich bei diesen beiden prägenden Namen der Sonnberger um eine Reverenz gegenüber den Kuenringern handeln.
In einer Stiftungsurkunde scheinen Hadmar von Kuenring mit seinen Söhnen Hadmar und Heinrich gemeinsam mit Hadmar von Sonnberg auf und es wird vermutet, dass sich dieser Personenkreis im Gefolge von Herzog Leopold am Kreuzzug von Damiette beteiligt hat.

## Personen

### Hadmar I.
Hadmar I. dürfte ein Sohn von Liutwin von Sonnberg und Gisela von Kuenring gewesen sein. Er wurde erstmals als Zeuge in einer mit 1198–1214 datierten Urkunde von Herzog Leopold erwähnt.

### Hadmar II.
Im Jahre 1254 wurde Hadmar II. (der Ältere) von Sonnberg erstmals urkundlich erwähnt. Sein Grundbesitz bestand aus Zehentanteilen in Sonnberg, Hollabrunn und Lehen in Schönberg, Krems-Rehberg und Schwechat.
Aus einer Urkunde aus dem Jahre 1259 geht hervor, dass er mit Katharina verheiratet war.
Hadmar II. war in den Achtzigerjahren des 13. Jahrhunderts königlicher Ratgeber von Rudolf von Habsburg und dessen Sohn Albrecht I. und nahm in den Jahren 1289/90 mit einer großen Anzahl von Gefolgsleuten an der Güssinger Fehde teil. Durch die Ehe seiner Schwester Elisabeth mit Otto II. von Maissau bestand eine enge Beziehung zu den Herren von Maissau. 1297 wurde Hadmar II. letztmals urkundlich erwähnt.